# 星岳
星 岳（ほし がく、1998年〈平成10年〉9月17日 - ）は、日本の陸上選手。コニカミノルタ所属。宮城県仙台市出身。

## 来歴
仙台市立桜丘中学校卒業後、仙台大学附属明成高等学校へ進学。高校の時に陸上を始める。大学は帝京大学医療技術学部へ進学し、2年生の時の第95回箱根駅伝で10区を走り区間賞を獲得する。4年生の時には主将も務めた。2020年11月23日に行われた10000m記録挑戦競技会では当時のの自己新記録かつ帝京大新記録となる28分20秒63で優勝した。
2022年2月27日行われた大阪マラソン・びわ湖毎日マラソン統合大会で初マラソンとしては日本人最速記録で優勝し、MGCへの出場権を獲得した。

## 人物
趣味はMLB鑑賞。好みのタイプは口数が少ない人。

## 主な戦績
- 2022年 大阪マラソン 優勝 2時間07分31秒

### 駅伝成績
- 2022年 第66回ニューイヤー駅伝 4区区間15位 1時間05分33秒

大学三大駅伝戦績
| 学年               | 出雲駅伝                    | 全日本大学駅伝              | 箱根駅伝                          |
| ------------------ | --------------------------- | --------------------------- | --------------------------------- |
| 1年生 （2017年度） | 第29回 不出場               | 第49回 ー － ー 出走なし    | 第94回 ー － ー 出走なし          |
| 2年生 （2018年度） | 第30回 5区-区間6位 19分09秒 | 第50回 ー － ー 出走なし    | 第95回 10区-区間賞 1時間09分57秒  |
| 3年生 （2019年度） | 第31回 ー － ー 出走なし    | 第51回 7区-区間6位 53分04秒 | 第96回 2区-区間9位 1時間07分29秒  |
| 4年生 （2020年度） | 第32回 （開催中止）         | 第52回 7区-区間5位 52分14秒 | 第97回 2区-区間12位 1時間08分16秒 |

## マラソン全成績
| 年月           | 大会             | 順位 | 記録          | 備考                               |
| -------------- | ---------------- | ---- | ------------- | ---------------------------------- |
| 2022年2月27日  | 大阪マラソン2022 | 優勝 | 2時間07分31秒 | 初マラソン日本選手最高記録（当時） |
| 2022年7月18日  | 世界陸上2022     | 38位 | 2時間13分46秒 |                                    |
| 2023年10月15日 | MGC2023          | 22位 | 2時間12分28秒 |                                    |
| 2025年3月2日   | 東京マラソン2025 | 84位 | 2時間19分34秒 |                                    |

## 自己記録
- 5000m - 14分04秒23（2019年5月5日：第37回法政大学競技会）
- 10000m - 28分05秒48（2022年11月26日：八王子ロングディスタンス）
- ハーフマラソン - 1時間02分20秒（2018年11月18日：第31回上尾シティハーフマラソン）
- マラソン - 2時間07分31秒（2022年2月27日：第10回大阪マラソン）